# Physocephala abyssinica
Physocephala abyssinica är en tvåvingeart som beskrevs av Krober 1915. Physocephala abyssinica ingår i släktet Physocephala och familjen stekelflugor.
Artens utbredningsområde är Etiopien. Inga underarter finns listade i Catalogue of Life.